# Џ
Dž (forma mayúscula de dž) es la séptima letra del alfabeto serbocroata y también el dígrafo que sirve para la transcripción latina de la letra dzhe (Џ/џ) del alfabeto cirílico usada en idioma serbocroata y del macedonio. Su pronunciación en todas esas lenguas es [d͡ʒ], y su pronunciación es parecida a la de la letra Dzzhe.
Nótese que en la forma mayúscula de la letra, como sucede con otros dígrafos, sólo aparece en mayúscula el primer elemento del dígrafo (como en Džungla o Džemper, o en nombres personales como Dženana o Džamonja).

## Historia
La letra dzhe se usó originalmente en el siglo XV para el alfabeto cirílico rumano, como forma modificada de la letra ч. Los escribas serbios comenzaron a usarla en el siglo XVII. Fue cuando Vuk Karadžić diseñó su versión del alfabeto cirílico para la lengua serbia que el uso de esta letra se extendió.

## Unicode
| Carácter           | Џ                            | Џ                            | џ                          | џ                          |
| ------------------ | ---------------------------- | ---------------------------- | -------------------------- | -------------------------- |
| Unicode            | CYRILLIC CAPITAL LETTER DZHE | CYRILLIC CAPITAL LETTER DZHE | CYRILLIC SMALL LETTER DZHE | CYRILLIC SMALL LETTER DZHE |
| Codificación       | decimal                      | hex                          | decimal                    | hex                        |
| Unicode            | 1039                         | U+040F                       | 1119                       | U+045F                     |
| UTF-8              | 208 143                      | D0 8F                        | 209 159                    | D1 9F                      |
| Ref. numérica      | &#1039;                      | &#x40F;                      | &#1119;                    | &#x45F;                    |
| Code page 855      | 155                          | 9B                           | 154                        | 9A                         |
| Windows-1251       | 143                          | 8F                           | 159                        | 9F                         |
| ISO-8859-5         | 175                          | AF                           | 255                        | FF                         |
| Macintosh Cyrillic | 218                          | DA                           | 219                        | DB                         |